# Tranquility Base Hotel & Casino
Tranquility Base Hotel & Casino je šesté studiové album anglické rockové skupiny Arctic Monkeys. Bylo vydáno dne 11. května 2018, skrze vydavatelství Domino Records.

## Seznam skladeb
Všechny skladby napsal(i) Alex Turner. 
| Pořadí         | Název                                           | Délka |
| -------------- | ----------------------------------------------- | ----- |
| 1.             | Star Treatment                                  | 5:54  |
| 2.             | One Point Perspective                           | 3:28  |
| 3.             | American Sports                                 | 2:28  |
| 4.             | Tranquility Base Hotel & Casino                 | 3:31  |
| 5.             | Golden Trunks                                   | 2:53  |
| 6.             | Four Out of Five                                | 5:12  |
| 7.             | The World's First Ever Monster Truck Front Flip | 3:00  |
| 8.             | Science Fiction                                 | 3:05  |
| 9.             | She Looks Like Fun                              | 3:02  |
| 10.            | Batphone                                        | 4:31  |
| 11.            | The Ultracheese                                 | 3:37  |
| Celková délka: | Celková délka:                                  | 40:51 |

### Singly
Singly z alba Tranquility Base Hotel & Casino

1. „Four Out of Five“
Vydáno: 13. května 2018
2. „Tranquility Base Hotel & Casino“
Vydáno: 23. července 2018